# Louis Jacques Fleury
Pour les articles homonymes, voir Fleury.
Louis Jacques Fleury est un homme politique français né le 30 juin 1778 à Laigle (Orne) et mort le 8 janvier 1853 à Ancenis (Loire-Atlantique).

## Biographie
Négociant, président du tribunal de commerce de Laigle, il est député de l'Orne de 1827 à 1834, siégeant dans l'opposition à la Restauration et signant l'adresse des 221. Il se rallie à la Monarchie de Juillet avant de rejoindre l'opposition en 1832.

## Sources
- « Louis Jacques Fleury », dans Adolphe Robert et Gaston Cougny, Dictionnaire des parlementaires français, Edgar Bourloton, 1889-1891 [détail de l’édition]